# Begonia erythrogyna
Espèce
Begonia erythrogyna est une espèce de plantes de la famille des Begoniaceae.
L'espèce fait partie de la section Petermannia.
Elle a été décrite en 1990 par Martin Jonathan Southgate Sands.

## Répartition géographique
Cette espèce est originaire de Malaisie.